# Campeonato Mundial de Halterofilia de 1994
El LXVI Campeonato Mundial de Halterofilia se celebró en Estambul (Turquía) entre el 17 y el 27 de noviembre de 1994 bajo la organización de la Federación Internacional de Halterofilia (IWF) y la Federación Turca de Halterofilia.
En el evento participaron 347 halterófilos (242 hombres y 105 mujeres) de 52 federaciones nacionales afiliadas a la IWF.

## Medallistas

### Masculino
| Evento  | Oro                                  | Plata                                | Bronce                                  |
| ------- | ------------------------------------ | ------------------------------------ | --------------------------------------- |
| 54 kg   | Halil Mutlu Turquía 290,0            | Ivan Ivanov Bulgaria 275,0           | Sevdalin Minchev Bulgaria 270,0         |
| 59 kg   | Nikolai Peshalov Bulgaria 302,5      | Hafız Süleymanoğlu Turquía 297,5     | Radostin Panayotov Bulgaria 287,5       |
| 64 kg   | Naim Süleymanoğlu Turquía 330,0      | Valerios Leonidis · Grecia · 325,0   | Attila Czanka · Hungría · 312,5         |
| 70 kg   | Fedail Güler Turquía 350,0           | Yoto Yotov Bulgaria 345,0            | Anguel Guenchev Bulgaria 340,0          |
| 76 kg   | Pablo Lara Rodríguez · Cuba · 365,0  | Ingo Steinhöfel · Alemania · 362,5   | Ruslan Savchenko · Ucrania · 360,0      |
| 83 kg   | Marc Huster · Alemania · 382,5       | Sergo Chajoyan Armenia 380,0         | Sunay Bulut Turquía 375,0               |
| 91 kg   | Alexei Petrov · Rusia · 412,5        | Akakios Kakiasvilis · Grecia · 397,5 | Viktor Beliatsky Bielorrusia 380,0      |
| 99 kg   | Serguei Syrtsov · Rusia · 417,5      | Viktor Tregubov · Rusia · 405,0      | Stanislav Rybalchenko · Ucrania · 395,0 |
| 108 kg  | Tymur Taimazov · Ucrania · 435,0     | Nicu Vlad Australia 422,5            | Artur Akoyev · Rusia · 420,0            |
| +108 kg | Alexandr Kurlovich Bielorrusia 457,5 | Andrei Chemerkin · Rusia · 452,5     | Stefan Botev Australia 435,0            |

1. 1 2 3  Arrancada (kg) + dos tiempos (kg) = total olímpico (kg).

### Femenino
| Evento | Oro                                     | Plata                              | Bronce                             |
| ------ | --------------------------------------- | ---------------------------------- | ---------------------------------- |
| 46 kg  | Yun Yanhong China 180,0                 | Kunjarani Devi India 167,5         | Tsai Huey-Woan China Taipéi 155,0  |
| 50 kg  | Robin Byrd Estados Unidos 175,0         | Izabela Rifatova Bulgaria 165,0    | Chen Li-Chuan China Taipéi 165,0   |
| 54 kg  | Karnam Malleswari India 197,5           | Li Fengying China 195,0            | Zhaneta Gueorguieva Bulgaria 185,0 |
| 59 kg  | Zou Feie China 220,0                    | Guergana Kirilova Bulgaria 202,5   | Khassaraporn Suta Tailandia 197,5  |
| 64 kg  | Li Hongyun China 235,0                  | Kuo Shu-Fen China Taipéi 205,0     | Erzsébet Márkus · Hungría · 197,5  |
| 70 kg  | Zhou Meihong China 222,5                | Qu Lihua China 220,0               | Wasana Putcharkarn Tailandia 210,0 |
| 76 kg  | Panayota Antonopulu · Grecia · 220,0    | Mária Takács · Hungría · 217,5     | Albina Jomich · Rusia · 212,5      |
| 83 kg  | María Isabel Urrutia · Colombia · 237,5 | Chen Shu-Chih China Taipéi 235,0   | Derya Açıkgöz Turquía 220,0        |
| +83 kg | Karoliina Lundahl · Finlandia · 230,0   | Chen Hsiao-Lien China Taipéi 217,5 | Myrtle Augee Reino Unido 217,5     |

1. 1 2 3  Arrancada (kg) + dos tiempos (kg) = total olímpico (kg).

## Medallero
| Núm. | País           | Oro | Plata | Bronce | Total |
| ---- | -------------- | --- | ----- | ------ | ----- |
| 1    | China          | 4   | 2     | 0      | 6     |
| 2    | Turquía        | 3   | 1     | 2      | 6     |
| 3    | Rusia          | 2   | 2     | 2      | 6     |
| 4    | Bulgaria       | 1   | 4     | 4      | 9     |
| 5    | Grecia         | 1   | 2     | 0      | 3     |
| 6    | Alemania       | 1   | 1     | 0      | 2     |
| 6    | India          | 1   | 1     | 0      | 2     |
| 8    | Ucrania        | 1   | 0     | 2      | 3     |
| 9    | Bielorrusia    | 1   | 0     | 1      | 2     |
| 10   | Colombia       | 1   | 0     | 0      | 1     |
| 10   | Cuba           | 1   | 0     | 0      | 1     |
| 10   | Estados Unidos | 1   | 0     | 0      | 1     |
| 10   | Finlandia      | 1   | 0     | 0      | 1     |
| 14   | China Taipéi   | 0   | 3     | 2      | 5     |
| 15   | Hungría        | 0   | 1     | 2      | 3     |
| 16   | Australia      | 0   | 1     | 1      | 2     |
| 17   | Armenia        | 0   | 1     | 0      | 1     |
| 18   | Tailandia      | 0   | 0     | 2      | 2     |
| 19   | Reino Unido    | 0   | 0     | 1      | 1     |
|      | TOTAL          | 19  | 19    | 19     | 57    |